# 熱列茲諾多羅日內
55°45′N 38°00′E / 55.750°N 38.000°E
熱列茲諾多羅日內（俄语：Железнодоро́жный）是俄羅斯莫斯科州一座已被撤銷的城市，位於莫斯科以東約21公里處。2002年人口103,931人、2010年人口131,257人。
1861年建立，列夫·托爾斯泰的《安娜·卡列尼娜》中女主角死去的火車站在那裡。1938年改以現名，1952年設市。2015年被併入巴拉希哈。

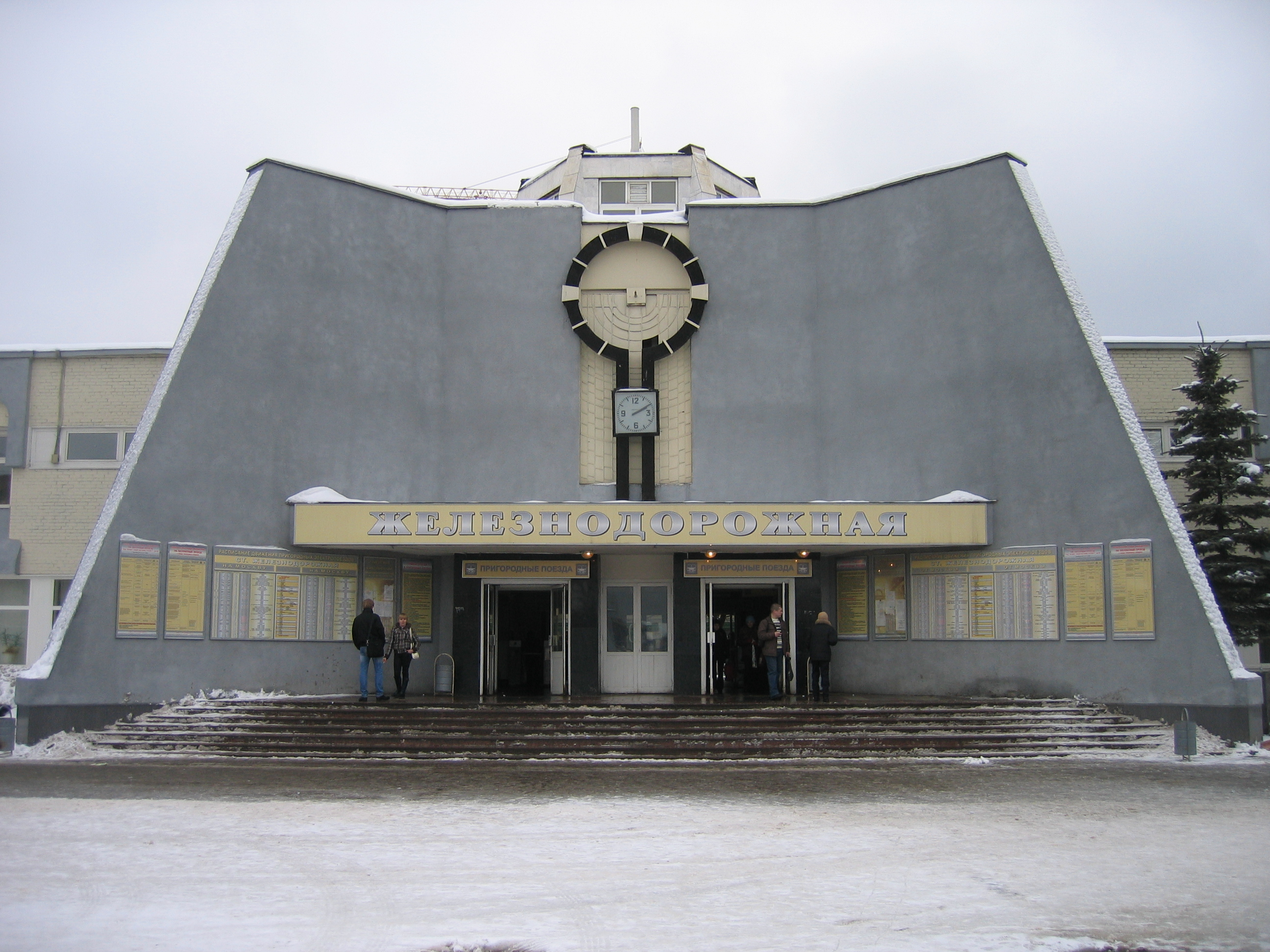
火車站
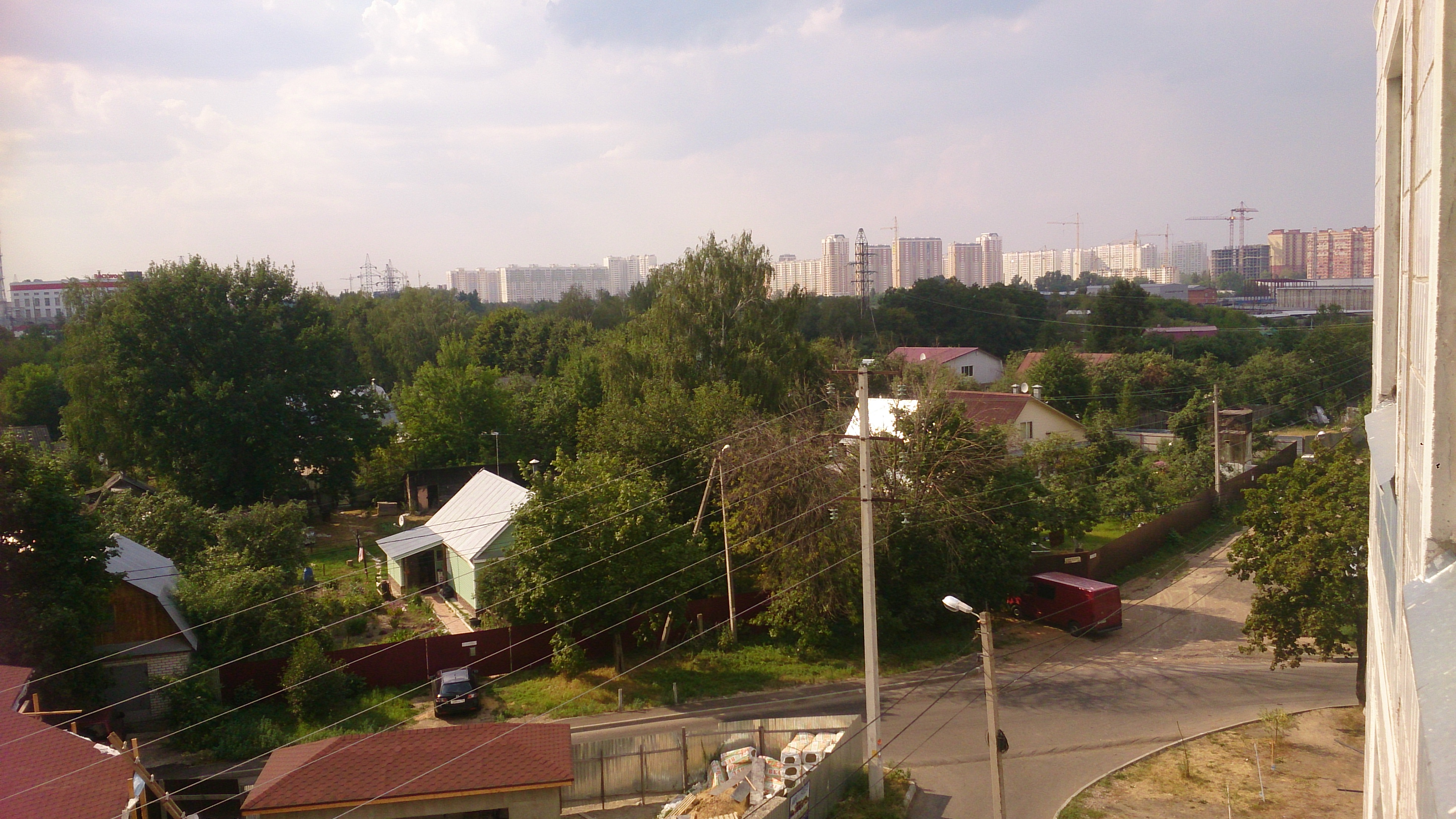
居住區
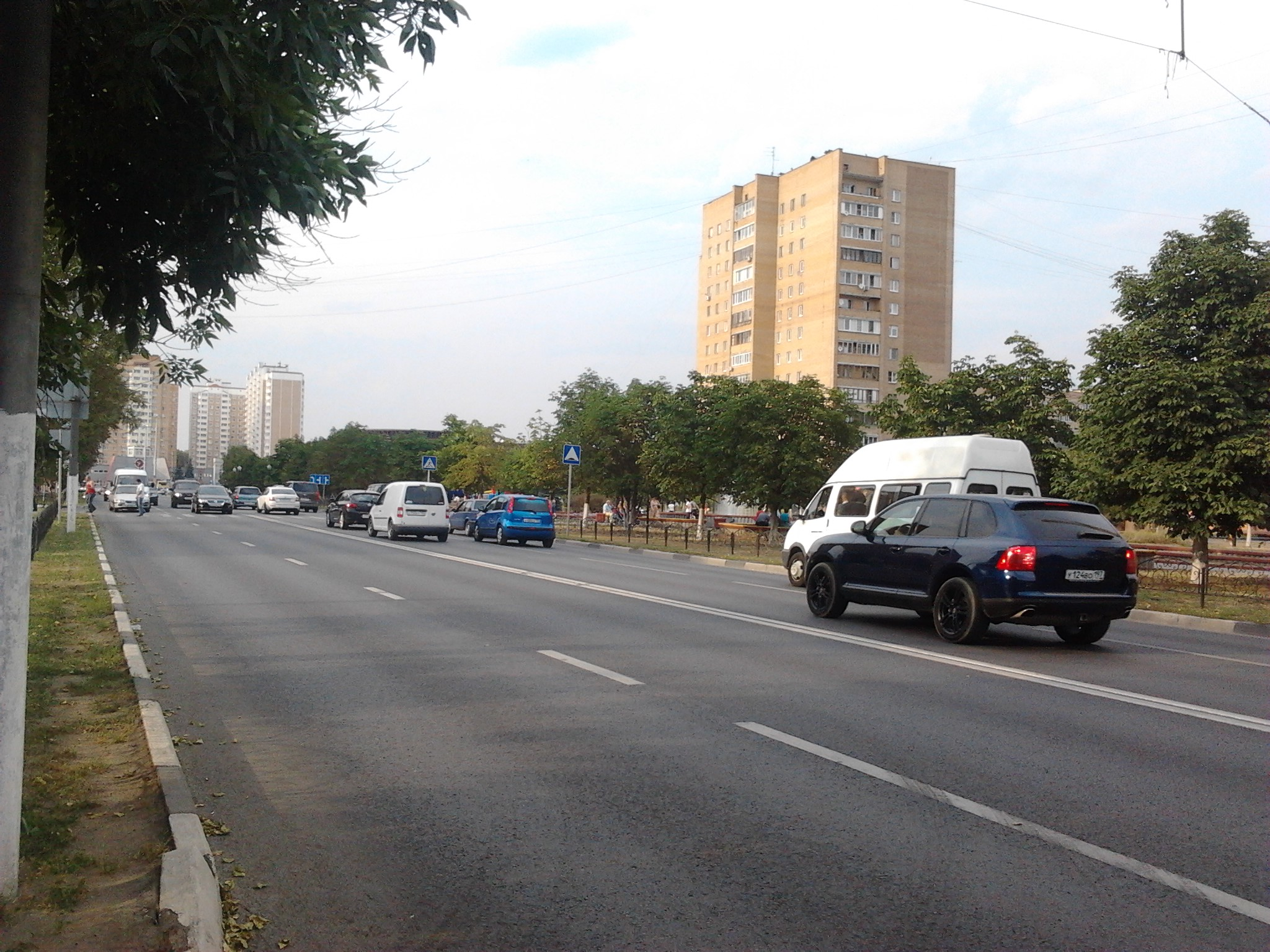
主干道